# Тойоґуті Меґумі
Меґумі Тойоґуті (яп. 豊口 めぐみ, 2 січня 1978, Матіді) — японська сейю. Працює на 81 Produce.

## Відомі ролі

### Аніме-серіали
- .hack//SIGN — Міміру
- Alice SOS — Аліс
- Asobotto Senki Gokū — Мул
- Avenger — Лейла Ешлі
- Black Cat — Сая Мінацукі
- Bleach — Рірука Докуґаміне
- Burn Up Scramble — Ріо Кінедзоно
- Canvas2 ~Niji-iro no Sketch~ — Мамі Такеучі
- DearS — Руві
- D.Gray-man — Міранда Лотто
- Dual! Parallel Trouble Adventure — Ра
- Fafner of the Azure — Мьоруніа
- Glass Mask — Тайко Касуґа
- GUNxSWORD — Банні
- Gunparade Orchestra — Сара Їсіда
- Hamtaro — Мария-сан
- Initial D: Fourth Stage — Кьоко Ївасе
- Infinite Ryvius — Рейко Їчікава
- Невинна Венера- Рені Вікуро
- Kaikan Phrase — Мікако
- Kaleido Star — Манамі
- Konjiki no Gash Bell!! — Принцеса Маріру
- L/R: Licensed by Royalty — Срея Пеннілан
- MÄR — Ґідо
- Maria-sama ga Miteru — Сей Сато
  - Maria-sama ga Miteru ~Haru~ — Сей Сато
  - Maria-sama ni wa Naisho — Сей Сато
- Miami Guns — Яо Сакуракоджі
- Minami no Shima no Chiisana Hikōki Birdy — Анніе
- Mobile Suit Gundam SEED — Міріаллія Хоу
  - Mobile Suit Gundam SEED Destiny — Міріаллія Хоу
- Petite Princess Yucie — дівчина 2
- Pocket Monsters Diamond & Pearl — Доун
- Requiem from the Darkness — Яе
- Scrapped Princess
- Sgt. Frog — Гані
- Simoun — Алті
- Stellvia — Аяка Матіда
- Stratos 4 — Аннетте Керрі
  - Stratos 4 Advance — Аннетте Керрі
- Strawberry 100% — Цукаса Ніс'їно
- Super GALS — Ран Котобукі
- Tsubasa: Reservoir Chronicle — Шарм
- The Third — Хонока
- Vandread — Парфет Балблейр
- Хроніки дванадцяти королівств — Теїей
- Black Lagoon — Ребі або Ребекка
- Bakuretsu Tenshi — Меґ
  - Bakuretsu Tenshi -Tenshi Sairin — Меґ
- Samurai Champloo — Юрі
- Сталевий алхімік — Уїнрі Рокбелл
- Чобіти — Юмі Омура

### OVA
- .hack//SIGN та .hack//GIFT — Міміру
- Arcade Gamer Fubuki — Гані
- Last Order Final Fantasy VII — сестра Елени
- JoJo's Bizarre Adventure — Нена
- Kirameki Project — Нене
- Le Portrait de Petit Cossette — Сьоко Матакі
- One Piece: Defeat the Pirate Ganzak! — Намі

### Фільми
- A Tree of Palme — Попо
- Final Fantasy VII: Advent Children — Єлена
- Fullmetal Alchemist the Movie: Conqueror of Shamballa — Уїнрі Рокбелл

### Відеоігри
- Danganronpa: Trigger Happy Havoc — Джюнко Еношіма[2]
- Danganronpa 2: Goodbye Despair — Джюнко Еношіма[3]